# 覃鸿
覃鸿（1971年8月—），广西上林人，壮族，中国共产党党员。中华人民共和国政治人物、第十三届全国人民代表大会广西壮族自治区代表，第十四届全国人民代表大会广西壮族自治区代表，广西南宁市天桃实验学校党委书记、副校长。

## 生平
2018年，覃鸿被选为广西壮族自治区出席第十三届全国人民代表大会代表。